# Per Olof Sundman
Per Olof Sundman (Vaxholm, 4 de setembro de 1922 – Estocolmo, 9 de outubro de 1992) foi um político e escritor sueco.
Foi proprietário de um hotel e gerente de uma pensão por quatorze anos. Após a Segunda Guerra Mundial, filiou-se ao Partido do Centro, sendo eleito em 1968 para o Parlamento da Suécia.
Lançou seu primeiro livro em 1957, tornando-se pouco depois um escritor de sucesso. Em 1968 recebeu o Prêmio Literário do Conselho Nórdico e, em 1975, tornou-se membro da Academia Sueca.